# 嶋田誉之
嶋田 誉之（しまだ たかゆき 1965年 - ）は、日本の著作家、歯科医師。本名は嶋田貴文。

## 経歴
- 巣鴨高等学校、立命館大学産業社会学部を経て鶴見大学歯学部を卒業[1]。
- 知的障害者福祉施設及び特別養護老人ホームへの往診専属医を歴任。
- 2000年4月 法政大学法学部通信教育部に学士入学する。

## 著書
- 病院に行く前に読む医療保険のことがわかる本（かんき出版）ISBN 4761256087
- 社会人が医療・福祉の仕事に就ける本―人生一発逆転版（エール出版社）ISBN 4753921514
- 通信制大学・短大超トクする活用法 決定版（エール出版社）ISBN 4753921972